# Trésor et archives de la famille Tosa Yamauchi

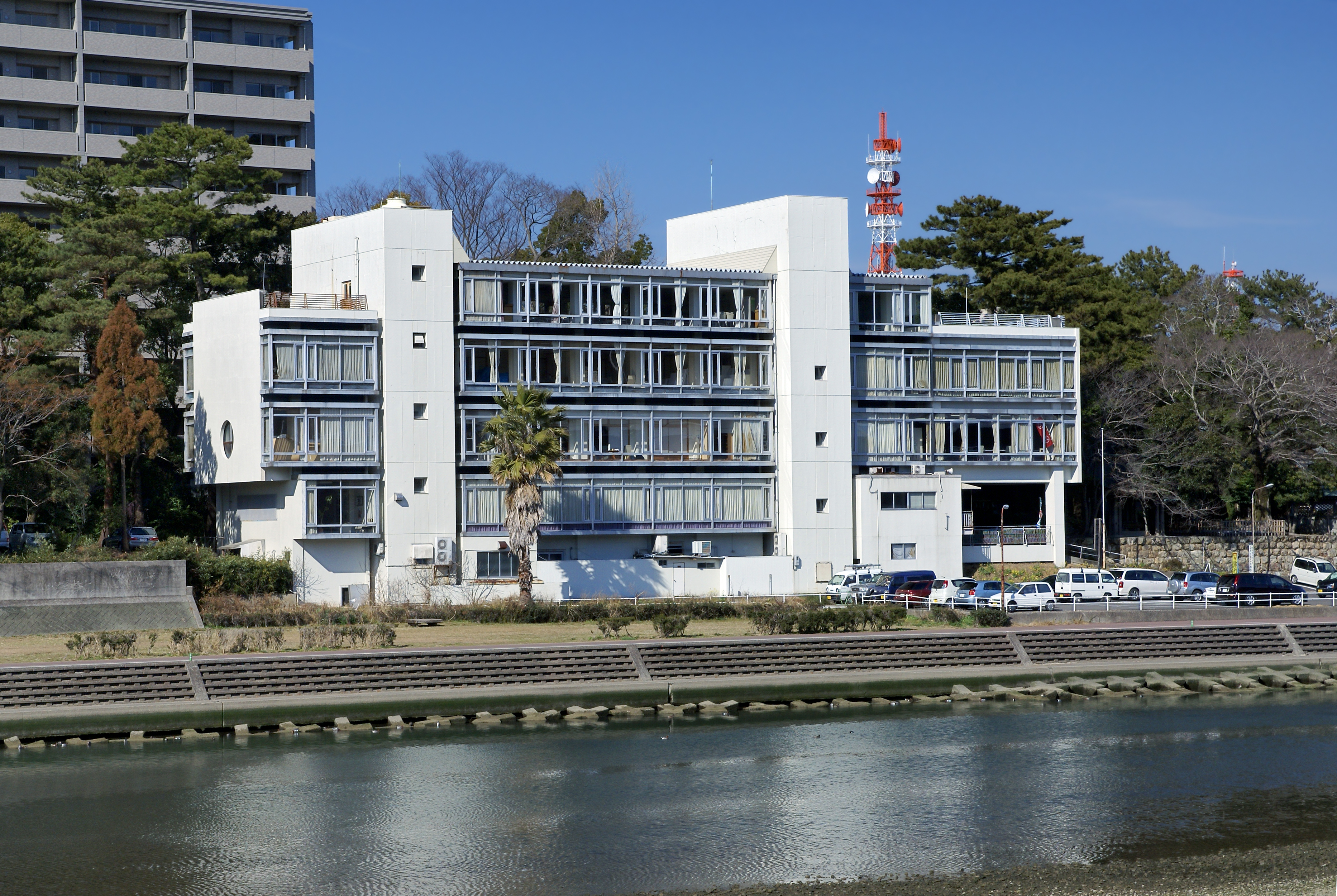
Le musée des Trésors et archives de la famille Tosa Yamauchi à Takajō-machi, Kōchi, préfecture de Kōchi au Japon.

Le musée des Trésors et archives de la famille Tosa Yamauchi (土佐山内家宝物資料館, Tosa Yamauchi-ke Hōmotsu Shiryōkan) à Takajō-machi, Kōchi, préfecture de Kōchi au Japon, abrite des documents historiques relatifs au clan Yamauchi, seigneurs du domaine de Tosa. À la suite d'un accord entre la famille Yamauchi et la préfecture de Kōchi en date du 9 décembre 1994, cette fondation a été officiellement créée par une collaboration entre la ville de Kōchi et la préfecture le 26 avril 1995, dans le but de préserver et d'exposer le patrimoine ancestral de la famille, composé d'archives historiques, d'objets d'arts et d'artisanat. Le 1er mai de la même année, la salle du musée est ouverte,
Les objets datent de l'époque d'Edo et ont été trouvés dans et autour du château de Kōchi. Ils sont en possession de la famille Yamauchi depuis l'ère Meiji. Des documents ont été progressivement transférés de la famille Yamauchi à la garde de la préfecture de Kōchi depuis le 28 avril 1995; processus qui s'est achevé en juillet 2004 avec le transfert simultané d'environ 36 000 items. Depuis lors, le patrimoine matériel ancestral complet de la famille, s'élevant à environ 67 000 objets, est conservé aux archives. Par ailleurs, les archives ont reçu des documents qui lui sont confiés ou donnés par des temples et des sanctuaires,.
Le musée expose les éléments recueillis, mène des recherches et organise des cours de formation et d'éducation. Un département spécialisé est chargé de la restauration et de la préservation des documents. Des expositions ordinaires et spéciales sur différents sujets sont régulièrement organisées, avec environ cent objets exposés à un moment donné. L'exposition ordinaire est consacrée au domaine de Tosa  et à la famille Yamauchi,.
En décembre 2010, le musée a commencé à exposer les documents du clan Chōsokabe qui était dirigé par Chōsokabe Motochika (1539–99) du château de Okō durant la période Sengoku. Les documents comprennent le plus ancien papier connu signé de Chōsokabe Kunichika (père de Motochika), et des documents couvrant la période entre le moment où le clan Chōsokabe a accédé au pouvoir jusqu'à juste avant son déclin.
Les archives possèdent un rouleau (n°. 20) de l'édition Kōya du Kokin Wakashū datant de l'époque de Heian au XIe siècle. C'est le plus ancien manuscrit existant de l'ouvrage. Il est désigné trésor national du Japon,.